# Hylomyscus stella
Hylomyscus stella is een knaagdier uit het geslacht Hylomyscus.

## Kenmerken
Het karyotype bedraagt in Nigeria 2n=46, FN=70, maar in Burundi 2n=48, FN=86. De kop-romplengte bedraagt 72 tot 104 (gemiddeld 90) mm, de staartlengte 111 tot 140 (129) mm, de achtervoetlengte 17 tot 20 (17,7) mm, de oorlengte 11 tot 17,1 (14,3) mm en het gewicht 14 tot 23,5 (18) g.

## Verspreiding
Deze soort komt voor van Zuid-Nigeria en Noord-Angola tot Zuid-Soedan en Oost-Tanzania. Deze soort vormt samen met de gelijkende soorten Hylomyscus walterverheyeni, Hylomyscus alleni en Hylomyscus carillus de alleni-groep. H. walterverheyeni werd in 2008 beschreven als een nieuwe naam voor de westelijke populaties van H. stella in Kameroen, de Centraal-Afrikaanse Republiek, Gabon en Congo-Brazzaville, maar in de beschrijving van die soort werden de eerder beschreven populaties van H. stella in Nigeria en Angola niet genoemd, hoewel die zich op grote afstand bevinden van de andere populaties van H. stella in Congo-Kinshasa, Zuid-Soedan, Kenia, Oeganda, Rwanda, Burundi en Tanzania.